# Chris Boniol
Christopher Donald Boniol (Alexandria, 9 dicembre 1971) è un ex giocatore di football americano e allenatore di football americano statunitense degli Oakland Raiders della National Football League (NFL). Al college giocò a football alla Louisiana Tech University.

## Carriera come giocatore

### Dallas Cowboys
Boniol firmò come free agent nel 1994 con i Dallas Cowboys, dopo non esser stato scelto al draft NFL 1994. Nella stagione da rookie vinse immediatamente il Super Bowl. In tre anni con i Cowboys giocò 48 partite realizzando 81 su 93 field goal (87,1%).

### Philadelphia Eagles
Nel 1997 firmò con i Philadelphia Eagles, con loro giocò due anni, realizzando 36 su 52 field goal (69,2%) in 32 partite.

### Chicago Bears
Nel 1999 firmò con i Chicago Bears dove giocò 10 partite realizzando 11 su 18 field goal (61,1%).

## Carriera come allenatore
Iniziò la sua carriera come allenatore nella NFL nel 2010 con i Dallas Cowboys, come assistente dello Special Team fino al 2013.
Il 3 febbraio 2014 firmò con gli Oakland Raiders sempre con lo stesso ruolo.

## Palmarès

### Franchigia
- Super Bowl : 1

Dallas Cowboys: XXX
- National Football Conference Championship: 1

Dallas Cowboys: 1994

### Individuale
- PFWA All-Rookie Team - 1994